# Dactylothyrea
Dactylothyrea är ett släkte av tvåvingar. Dactylothyrea ingår i familjen fritflugor.
Kladogram enligt Catalogue of Life:
| Dactylothyrea | \| \| Dactylothyrea armata \| \| \| \| \| \| Dactylothyrea comoroensis \| \| \| \| \| \| Dactylothyrea distincta \| \| \| \| \| \| Dactylothyrea flavicornis \| \| \| \| \| \| Dactylothyrea flavitibia \| \| \| \| \| \| Dactylothyrea hyalipennis \| \| \| \| \| \| Dactylothyrea indica \| \| \| \| \| \| Dactylothyrea infumata \| \| \| \| \| \| Dactylothyrea leucopsis \| \| \| \| \| \| Dactylothyrea microptera \| \| \| \| \| \| Dactylothyrea seyrigi \| \| \| \| \| \| Dactylothyrea spinipes \| \| \| \| \| \| Dactylothyrea spinulenta \| \| \| \| \| \| Dactylothyrea spinulosa \| \| \| \| |
|               | \| \| Dactylothyrea armata \| \| \| \| \| \| Dactylothyrea comoroensis \| \| \| \| \| \| Dactylothyrea distincta \| \| \| \| \| \| Dactylothyrea flavicornis \| \| \| \| \| \| Dactylothyrea flavitibia \| \| \| \| \| \| Dactylothyrea hyalipennis \| \| \| \| \| \| Dactylothyrea indica \| \| \| \| \| \| Dactylothyrea infumata \| \| \| \| \| \| Dactylothyrea leucopsis \| \| \| \| \| \| Dactylothyrea microptera \| \| \| \| \| \| Dactylothyrea seyrigi \| \| \| \| \| \| Dactylothyrea spinipes \| \| \| \| \| \| Dactylothyrea spinulenta \| \| \| \| \| \| Dactylothyrea spinulosa \| \| \| \| |
|               | Dactylothyrea armata |
|               | |
|               | Dactylothyrea comoroensis |
|               | |
|               | Dactylothyrea distincta |
|               | |
|               | Dactylothyrea flavicornis |
|               | |
|               | Dactylothyrea flavitibia |
|               | |
|               | Dactylothyrea hyalipennis |
|               | |
|               | Dactylothyrea indica |
|               | |
|               | Dactylothyrea infumata |
|               | |
|               | Dactylothyrea leucopsis |
|               | |
|               | Dactylothyrea microptera |
|               | |
|               | Dactylothyrea seyrigi |
|               | |
|               | Dactylothyrea spinipes |
|               | |
|               | Dactylothyrea spinulenta |
|               | |
|               | Dactylothyrea spinulosa |
|               | |